# ケララの赤い雨

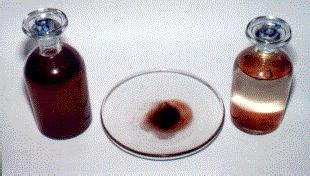
雨水（左）、しばらく置いた上澄み（右）、沈殿物を乾燥したもの（中央）

ケララの赤い雨（ケララのあかいあめ）は、2001年7月25日から9月23日にかけて、南インドのケララ州に降った赤い色の雨。ひどい時には服がピンクに染まるほどだった。色は黄、緑、黒に近い場合もあった。なお、ケララ州で色が付いた雨が降ったという報告は1896年にもなされており、それ以来、数回報告されている。
当初は、雨に流星由来の放射性物質が含まれているためと考えられた。しかし、インド政府から依頼された調査チームは、地元に生える藻類の胞子由来と結論した。
2006年の初めまで、ケララの赤い雨が話題になることは少なかった。しかし、2006年始めにマハトマ・ガンジー大学のゴドフリー・ルイとサントシ・クマルが「この細胞は地球外から来たものだ」とする仮説を発表したことから、マスコミが注目するようになった。

## 発生

ケララ州コッタヤム地区。赤い雨が降ることで知られる

2001年の赤い雨は、ケララ州南部のコッタヤム地区とイドゥキ地区で7月25日頃から降り始めた。黄、緑、黒の雨も報告された。特に9月末には10日ほど降り続け、以降はだんだんと減っていった。地元住民によると、色が付いた雨が最初に降った日、雨が降る前に大きな雷鳴と電光があり、地面に枯れ積もった落ち葉の上に落ちたという。同じ頃、枯れ積もった落ち葉のあちこちに大きな穴が空き、そこにあったはずの落ち葉が突然消えたことも報告された。色が付いた雨が降ったのは、当時雨が降った範囲の極一部、せいぜい数平方キロメートルでしかなく、色が付いた雨が降った2～3メートル横で通常の雨が降っている箇所もあった。赤い雨は大体20分弱、降り続いた。雨水1リットルに含まれる赤い粒子の数はおよそ900万で、固形分の量としては約100グラムだった。ケララに降った赤い雨の総量から計算すると、雨に含まれていた赤い固形分の量は全部で50トンほどであった。

## 粒子の状態

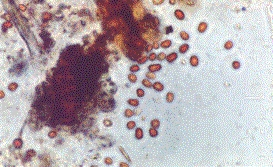
赤い雨に含まれていた粒子の光学顕微鏡写真

赤い雨から取り出された褐色の物質は、90％が円形または卵型の粒子であり、残りもその破片と思われるものだった。色の原因はこの粒子であり、その大部分が赤色で、中には薄黄色、青灰色、緑色のものもあった。粒子の大きさは4～10マイクロメートルであった。走査型電子顕微鏡で見ると、粒子の中央は凹んでおり、生物の細胞に似ていた。透過型電子顕微鏡で観察すると、この粒子の内部は複雑な構造をしていた。

## 化学的組成
様々な手法で行われた元素分析の結果は大体一致しており、炭素、酸素が主成分で、そのほかに窒素、ケイ素、塩素、金属原子も含まれていた。
インドの地球科学中央研究所（CESS）は粒子を濾過分離して取り除いた液の分析を行っている。それによると、液のpHはほぼ7（中性）であった。電気伝導率の値から、若干の塩が混じっていることが示唆された。粒子をICP-MSで分析した結果を下記に示す。微量金属元素としてニッケル（43ppm）、マンガン（59ppm）、チタン（321ppm）、クロム（67ppm）、銅（55ppm）も含まれていた。
| 元素   | C     | Si   | Ca   | Mg   | Al   | Fe   | Na   | K    | S    |
| 重量 % | 51.00 | 7.50 | 2.52 | 1.48 | 1.00 | 0.61 | 0.49 | 0.26 | 0.08 |

ルイとクマルはエネルギー分散型X線分析を使い、主要元素は炭素と酸素、微量元素はケイ素と鉄と報告した。
| 元素     | C     | O     | Si   | Fe       | Na        | Al    | Cl   |
| 重量 %   | 49.53 | 45.42 | 2.85 | 0.97     | 0.69      | 0.41  | 0.12 |
| 原子数 % | 57.83 | 39.82 | 1.42 | 0.24     | 0.42      | 0.21  | 0.05 |
| 主な形態 | CaCO3 | SiO2  | SiO2 | 鉄化合物 | NaAlSi3O8 | Al2O3 | KCl  |

CHN元素分析装置によると、炭素43%、水素4.4%、窒素1.8％であった。
コーネル大学栄養学科のJ.T.ブレナは走査電子顕微鏡を使った炭素、窒素の同位元素分析、元素分析、安定同位体比質量分析を行った結果、粒子には各種のアミノ酸が含まれていることを明らかにした。同定されたアミノ酸はフェニルアラニン、グルタミン酸/グルタミン、セリン、アスパラギン酸、トレオニン、アルギニンであり、これらは海洋植物または地上植物の内、C4型光合成を行うものであると結論した。

## 分かっている原因
インドの地球科学中央研究所（CESS）は当初、赤い雨が降る原因を、大気中で流星が爆発し、1トンほどの粒子が飛び散ったためであるとの仮説を立てた。しかし数日後、粒子の顕微鏡画像が生物に似ており、一方で風の影響を受けたわけでも無いのに、流星の破片が成層圏から少しずつ降り注ぐとは考え辛いため、最初の説を取り下げた。採取されたサンプルは、熱帯植物園・研究所（Tropical Botanic Garden and Research Institute, TBGRI）が分析することになった。

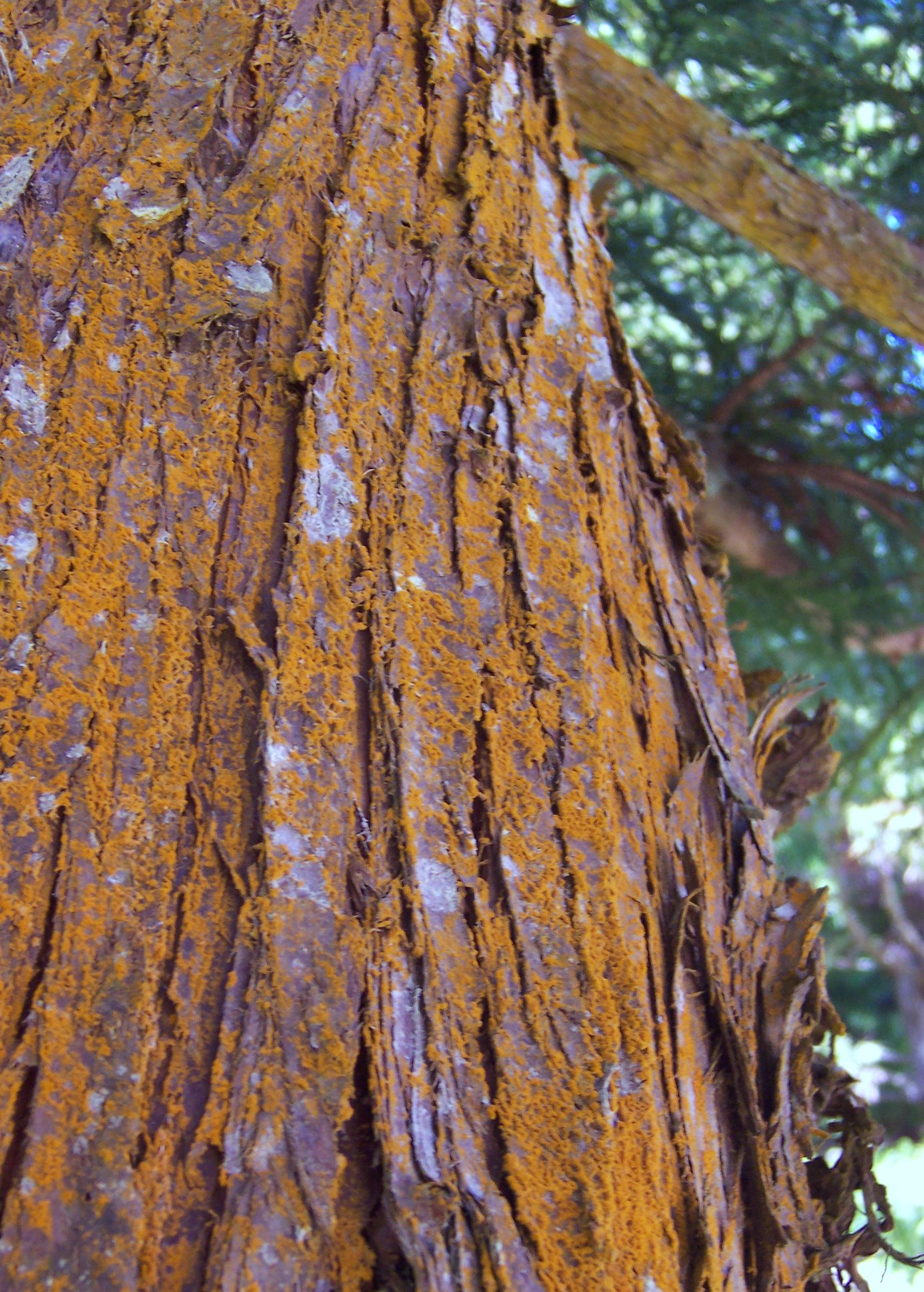
スギの樹皮に付いた気生微細藻類

2001年11月、インド政府科学技術省の委任を受けて、CESSとTBGRIは共同の研究報告書を提出した。それによると、赤い粒子は気生微細藻類に属する地衣類の胞子であった。現地調査でも、同じ種類の地衣類が見つかった。つまり、赤い雨の正体は地元に生える地衣類と結論された。
2001年8月16日にも追加の現地調査が行われ、そこに生える木や岩、電柱などが気生微細藻類に覆われており、地域に赤い雨を降らすのに十分な量があることが判明した。気生微細藻類は緑藻植物門に属し、一般にはクロロフィルを含むため緑色であるが、オレンジ色のカロテノイドも持っている。これらは単独種で生活しているわけではなく、他の菌や苔、藍藻などと共生をしており、その影響で赤～オレンジ色となることがある。
報告書には、赤い色は隕石、火山、砂漠の砂、大気汚染に由来するものでは無いとも述べられている。結論として、ケララに降った大量の雨により、付近の藻類が急成長し、大量の胞子が大気中に放出された可能性があると述べられた。ただしこれはあくまで可能性であり、それ以外の原因の可能性も高いとも書かれた。また、CESSはこの胞子が雨雲に取り込まれた理由については不明とし、今後の課題とされた。
シェフィールド大学のミルトン・ワインライトはチャンドラ・ウィクラマシンハと共に成層圏の胞子を研究し、CESS/TBGRIによる報告書を一部裏付けた。2006年3月、ワインライトは、粒子がサビキン目に属する菌類と似ていると述べ、この粒子が塵や砂、血のようなものではないとも述べた。

## 原因の仮説の変遷
雨の中に塵や砂が混じることは時々ある。当初はケララの赤い雨も同種のものであり、例えばアラビア半島からの砂埃ではないかと考えられた。赤い雨が降る数日前に、レーザー画像検出によりケララの近くで微粒子による靄が見つかっている。この塵は全て砂漠の砂であった。一方、インド気象庁の上級科学アシスタント、K.K.サシダラン・ピライは、この現象の原因について、フィリピンのマヨン山の噴火による塵と燃焼物であるとする仮説を発表した。この火山は6月から7月にかけて噴火しているので、ジェット気流に乗ればケララまで25～36時間で到達すると試算した。ただし、北緯10度付近を東から西に流れるジェット気流はめったにないという点で難があった。
いずれの仮説も、後に赤色の原因が生物由来のものと判明したため否定された。
色の付いた雨と流星が降る日時の相関を調べた論文もある。それによると、有色の雨の内、流星との関連性をうかがわせる雨の回数は60回、割合にして36％であり、あまり高い相関とは言えず、流星が降ったのに赤い雨が降らなかった、赤い雨が降ったのに流星が降らなかった例も数多くみられた。

### 宇宙からの飛来説
2003年、マハトマ・ガンジー大学のゴドフリー・ルイとサントシ・クマルは「彗星によるパンスペルミアでケララの赤い雨の説明が付く（Cometary panspermia explains the red rain of Kerala）」と題した論文を発表した。ただしこの論文は査読なしで発表ができるプレプリントサーバ、arXivで発表されたものである（後にこの説は専門誌にも投稿された。後述）。CESSの報告書には、直前に起こった轟音（おそらくソニックブーム）や閃光と赤い雨との関連性は見つからなかったと書かれているが、ルイらはこれを重視した。ルイらの説は粒子が生物由来のものであるという点ではCESSの報告と同じだが、その細胞が彗星と共に宇宙から来たものであるという、いわゆるパンスペルミア説に基づいた仮説を立てた。ルイらは臭化エチジウムを使ってDNAやRNAを検出しようと試みたが、発見できなかったことから、これらが地球外生物であると結論した。2ヵ月後、ルイらは同じくarXivで、「赤い雨に含まれる極限環境微生物により示された彗星からのパンスペルミアの生物学（ew biology of red rain extremophiles prove cometary panspermia）」と題する第2の論文を発表し、「ケララの赤い雨から分離された微生物は、300℃という苛酷な環境で成長し、有機物から無機物にわたる広範囲な物質で新陳代謝することができる」と説明した。
ルイらの考えを支えるデータや論文を出した人は現在のところいない。2006年にルイらは科学論文誌「天体物理学と宇宙科学」に、「ケララの赤い雨の現象とそれが地球外から飛来した可能性」と題する論文を発表した。この論文では、赤い雨に含まれていた微生物が宇宙由来である旨が繰り返されているが、苛酷な環境で成長できるとした先の主張は述べられていない。この論文の結論の一つは、赤い雨に含まれる粒子が生物細胞であり、それが彗星から来たものであり、これはパンスペルミア現象の一つであるというものだった。2008年8月にも、ルイらは宇宙生物学学会でこの説に基づいた発表をした。発表要旨には、これらの細胞は300℃でも成長可能だが、これらの細胞の分子構成は明らかにされていない、と述べられている。

## その後
2007年8月21日、カリカット地区の北部でも赤い雨が降った。それは、カリカット地区の都市ヴァダカラの北50キロメートルの地点であった。インドの政府機関、水資源開発運営センター（CWRDM）がサンプルの分析結果を発表している。
2008年2月、ケララ州の村で、雨と共に小魚が降ってくるのが観測された。